# Filippo Antonio Gualterio
Filippo Antonio Gualterio (Fermo, 24 de março de 1660 - Roma, 21 de abril de 1728) foi um cardeal do século XVIII

## Biografia
Nasceu em Fermos em 24 de março de 1660. De uma família de Orvieto. O mais velho dos dezessete filhos de Stanislao Gualterio, gonfaloneiro de Orvieto, e Anna Maria Cioli, nobre de Todi. Sobrinho-neto do cardeal Carlo Gualterio (1654). Tio do cardeal Luigi Gualterio (1759). Seu sobrenome também está listado como Gualtiero e Gualtieri.
Estudou na Universidade de Fermo, onde se doutorou em filosofia, teologia e utroque iure , tanto em direito canônico quanto em direito civil.
Governador de San Severino, 17 de fevereiro de 1685 até 1686. Governador de Fabriano, 20 de abril de 1686 até 1688. Referendário dos Tribunais da Assinatura Apostólica de Justiça e da Graça, 1687. Governador de Iesi, 1688-1689. Governador de Camerino, de 16 de setembro de 1689 a 1690. Inspetor geral de Annona e presidente de Montalto, de junho de 1690. Governador de Loreto, de outubro de 1692. Governador de Viterbo, de 27 de junho de 1695. Vice-legado em Avignon, 8 de março de 1696 até 26 de julho de 1700.
Eleito arcebispo titular de Atena, em 30 de março de 1700. Consagrada, em 16 de maio de 1700, igreja dos jesuítas, Avignon, por François de Maily, arcebispo de Arles. Núncio na França, em 3 de abril de 1700. Transferido para a sé de Imola, com título pessoal de arcebispo, em 21 de novembro de 1701.
Criado cardeal sacerdote no consistório de 17 de maio de 1706. Legado na Romagna, em 25 de junho de 1706. Protetor da Escócia em 1706. Recebeu o barrete vermelho e o título de S. Crisogono, em 30 de abril de 1708. Transferido para a sé de Todi , com título pessoal de arcebispo, 14 de outubro de 1709; renunciou à Sé, 5 de dezembro de 1714; sucedido por seu irmão Ludovico Anselmo Gualterio. Abade commendatario de Saint-Remy, Reims, 1710. Protetor da Inglaterra em agosto de 1711; confirmado em 1717; ele estava encarregado dos negócios do rei James III antes do papa. Camerlengo do Sacro Colégio dos Cardeais, 2 de março de 1712 até 30 de janeiro de 1713. Abade commendatario de Saint-Victor, Paris; tomou posse em março de 1716. Participou do conclave de 1721, que elegeu o Papa Inocêncio XIII. Participou do conclave de 1724, que elegeu o Papa Bento XIII. Comendador da Ordem do Saint-Esprit , 1724. Optou pelo título de S. Cecília, a 29 de janeiro de 1725. Optou pelo título de S. Prassede, a 31 de julho de 1726.
Morreu em Roma em 21 de abril de 1728, às 9h30, em seu palácio na via del Corso , Roma. Exposto na igreja de S. Prassede, Roma, onde ocorreu a capella papalis em 23 de agosto de 1728; e enterrado provisoriamente nessa mesma igreja. Transferido para a catedral de Orvieto e enterrado no túmulo de seu tio na capela da família naquela catedral.